# Vysoká (dãy Karpat)
Vysoká là một ngọn núi thuộc dãy núi Tiểu Karpat, một phần của Dãy núi Karpat và nằm phía trên ngôi làng Kuchyňa ở Slovakia. Núi Vysoká cao 754m và xếp thứ 2 trong dãy Tiểu Karpat về độ cao. Đứng từ đỉnh núi có thể nhìn ra khu vực xung quanh Tiểu Karpat, núi Tribeč , Považský Inovec và Podunajská pahorkatina. Nếu quan sát vào khoảng thời gian có thời tiết đẹp, ta có thể nhìn thấy toàn bộ dãy Karpat, thậm chí có thể nhìn thấy rõ cả dãy Alps của Áo. Ngày nay, núi Vysoká là một phần của Khu bảo tồn thiên nhiên Vysoká.

## Đặc điểm
Ngoài các khu rừng nguyên sinh, núi Vysoká có nhiều hẻm núi, suối, đồng cỏ và mặt đá. Mọi thứ nơi đây kết hợp hài hòa với nhau tạo nên khung cảnh đẹp đẽ và đầy màu sắc. Không chỉ có cảnh đẹp, Vysoká là một trong những khu vực phong phú bậc nhất ở Slovakia về hệ động vật, đặc biệt là loài cừumouflon. Ngoài ra, các khu rừng xung quanh có một số hang động nhỏ. Các hang động này có trữ lượng đá vôi khổng lồ và người dân thường khai thác, vận chuyển đá vôi này đến một nhà máy gần đó.
Ý thức được tầm quan trọng và lợi ích của ngọn núi trong hệ sinh thái tự nhiên. Người ta đã quyết định thành lập khu bảo tồn thiên nhiên Vysoká vào năm 1988 với tổng diện tích 80,53 ha và nâng mức bảo vệ của khu bảo tổn lên mức cao nhất - mức 5. Khu bảo tồn bao gồm toàn bộ ngọn núi Vysoká và một số khu vực lân cận thuộc địa phận hành chính của các làng Kuchyňa và Rohožník. Ngày nay, khu bảo tồn thiên nhiên Vysoká là một phần của Khu Cảnh quan Tiểu Karpat.

## Thăm quan
Đến nay, Khu bảo tồn thiên nhiên Vysoká vẫn thường xuyên chào đón khách đến thăm quan ngắm cảnh. Tại đây, có nhiều địa điểm du lịch nổi tiếng như tháp quan sát Veľká homoľa, Lâu đài Červený Kameň, đường Štúr và một số địa điểm khác. Khách du lịch có thể chọn một trong các điểm khởi hành cho chuyến đi trong ngày là Zochova chata và Kuchyňa.